# Escavadodon zygus
Escavadodon zygus és una espècie extinta de mamífers paleanodonts que visqueren durant el Paleocè a Nord-amèrica. Se'l coneix a partir d'un únic fòssil trobat a Nou Mèxic.